# Seven Sisters (ferry)
Pour les articles homonymes, voir Seven Sisters.
Le Seven Sisters est un ferry français construit en 2006 par Hijos de J. Barreras, et affecté à la liaison entre Dieppe et Newhaven. Comme son sister-ship le Côte d'Albâtre, il appartient au conseil départemental de la Seine-Maritime, pour le compte de qui il est exploité par la compagnie maritime DFDS Seaways sous la marque Transmanche Ferries.

## Histoire
Le Seven Sisters est construit et lancé en 2006, comme son sister-ship le Côte d'Albâtre l’année précédente, par le chantier naval espagnol Hijos de J. Barreras de Vigo. Les deux navires ont été commandés par le conseil général de la Seine-Maritime, gestionnaire de la ligne de ferries entre Dieppe et Newhaven. Celle-ci voit son exploitation confiée en 2007 à la compagnie maritime française LD Lines, sous forme d’une délégation de service public sous la marque Transmanche Ferries, en remplacement de Sealink, filiale de Stena Line. Il est nommé en référence aux Seven Sisters, une série de falaises crayeuses proches de Newhaven, faisant face à la Côte d'Albâtre où se situe Dieppe.
Le navire est exploité régulièrement sur la ligne Dieppe-Newhaven, avec des interruptions pour des opérations d’entretien avec passage en cale sèche, par exemple à Brest en septembre 2008, ou à Gdansk en 2011. En 2012, l’exploitant LD Lines s’unit à la compagnie danoise DFDS Seaways pour former une coentreprise, qui reprend la délégation de service public valable jusqu’en 2014, malgré les inquiétudes concernant le déficit structurel de la ligne, qui conduit à n’y exploiter qu’un seul des deux ferries à la fois. 
À cette échéance, seule SeaFrance est candidate pour reprendre la ligne, mais cette candidature est refusée par le conseil général, qui prolonge l’exploitation par la coentreprise de LD Lines et DFDS. Le maintien de deux navires sur une ligne n’en utilisant qu’un seul étant jugé inopportun, l’exploitant obtient de pouvoir affecter le Seven Sisters à la ligne entre Le Havre et Portsmouth à partir du 5 mars 2014, en remplacement du Norman Voyager (en) rendu à Stena Line,. En fin d’année, DFDS rachète entièrement LD Lines et devient le seul exploitant du navire. La dernière traversée entre Portsmouth et Le Havre a lieu le 31 décembre 2015, date à laquelle DFDS cesse l’exploitation de cette ligne.
Revenu sur Dieppe-Newhaven, le Seven Sisters voit ses échappements équipés d’un système de nettoyage des gaz par scrubber en circuit fermé Alfa Laval à l’occasion d’un arrêt technique effectué au chantier naval Fayard d’Odense en mars 2020. Un nouvel arrêt technique réalisé dans le même chantier au dernier trimestre 2023 voit la poursuite de la décarbonation du navire, avec l’application d’une peinture antifouling à base de silicone devant réduire de 6% sa consommation en carburant.
Le navire subit ensuite une importante refonte de ses espaces intérieurs, réalisée à Dieppe en décembre 2023 et janvier 2024. Celle-ci voit la disparition de l’escalier monumental qui constituait le centre des installations pour les passagers, dont l’emplacement permet l’augmentation de la taille de la boutique hors-taxes, devenue plus profitable grâce au Brexit. Outre la modernisation des salons, le réaménagement des espaces passagers voit un important travail réalisé sur les cabines. Leur nombre est augmenté, avec deux plus grandes, l’une destinée aux familles, l’autre de luxe, et deux qui deviennent accessibles aux personnes à mobilité réduite. D’autre part, à la suite du retour d’expérience des périodes de confinement durant la pandémie de Covid-19, les cabines collectives destinées au chauffeurs routiers sont remplacées par un espace de 40 couchettes en « pod », inspiré des hôtels capsules japonais. Il s’agit d’une première en France, après une expérimentation lancée par Stena Line pour les étudiants sur les trajets entre la Suède et l’Allemagne,.
Fin septembre 2023, le Seven Sisters est envoyé effectuer des essais à Jersey et Guernesey dans le cadre de la proposition de DFDS pour un appel d'offres pour la desserte de ces Îles Anglo-Normandes.

## Caractéristiques techniques
D’une longueur hors-tout de 142,70 m, le Seven Sisters présente une largeur au maître-bau de 24,20 m. Il est propulsé par deux moteurs Diesel semi-rapides Wärtsilä développant chacun une puissance de 9 450 kW à 600 tr/min, entraînant une paire d’hélices à pales orientables d’un diamètre de 4,20 m, lui permettant d’atteindre une vitesse de 22 nœuds (40,7 km/h).